# Pierre-Emile Højbjerg
Pierre Emile Højbjerg (* 5. srpna 1995, Kodaň, Dánsko) je dánský fotbalový záložník a reprezentant, od léta 2020 hráč klubu Tottenham Hotspur FC. Má také francouzské občanství. V roce 2011 byl oceněn jako nejlepší dánský hráč v kategorii do 17 let. Byl vyhlášen nejlepším dánským hráčem roku 2022.

## Klubová kariéra
V roce 2011 přešel z mládežnických struktur FC Kodaně do Brøndby IF. V roce 2012 jej angažoval špičkový německý klub Bayern Mnichov, kde začal hrát za rezervní tým. V březnu 2013 byl poprvé jako náhradník na lavičce A-týmu v zápase proti Leverkusenu, ale do hry nezasáhl. Jeho premiéra v německé Bundeslize přišla 13. dubna 2013 v utkání proti Norimberku, když na hřišti vystřídal švýcarského fotbalistu Xherdana Shaqiriho (výhra Bayernu 4:0). Ve věku 17 let a 251 dnů se tak stal historicky nejmladším hráčem Bayernu, který nastoupil do zápasu Bundesligy, čímž překonal Rakušana Davida Alabu.
V lednu 2015 odešel hostovat z Bayernu do FC Augsburg. V srpnu 2015 odešel z Bayernu na další hostování v rámci německé Bundesligy, tentokrát do FC Schalke 04.
V červenci 2016 přestoupil z Bayernu do anglického klubu Southampton FC, kde podepsal pětiletý kontrakt.

### Tottenham Hotspur
V srpnu 2020 přestoupil z Southamptonu FC do anglického klubu Tottenham Hotspur FC. Højbjerg si odbyl soutěžní debut 13. září 2020 v domácím utkání Premier League proti Evertonu, ale nedokázal odvrátit prohru 0:1.
Během podzimu jeho výkony rostly stejně jako ty týmové a trenér José Mourinho v něho vložil důvěru, což se projevilo například tím, že Højbjerg odehrál prvních deset ligových zápasů celých, tedy plnou minutáž.
Přístupem a pracovitostí se ukázal být typem Mourinhem preferovaného fotbalisty a umožnil portugalskému trenérovi zorganizovat záložní řadu tak, aby se Tottenham držel na nejvyšších příčkách tabulky.
Na podzim byl svým trenérem označen jako „kapitán bez kapitánské pásky“, naznačující jeho vliv na týmové výsledky.
V lednu 2023 byl v Dánsku vyhlášen nejlepším hráčem za uplynulý rok.

## Reprezentační kariéra
Højbjerg nastupuje za dánské mládežnické reprezentační výběry v kategoriích od 16 let. Zúčastnil se Mistrovství Evropy hráčů do 21 let 2015 konaného v Praze, Olomouci a Uherském Hradišti, kde byli mladí Dánové vyřazeni v semifinále po porážce 1:4 ve skandinávském derby s pozdějším vítězem Švédskem.
V A-týmu Dánska debutoval 28. května 2014 proti Švédsku (výhra 1:0).

## Úspěchy

### Klubové
FC Bayern Mnichov
- 2× vítěz německé Bundesligy – 2012/13, 2013/14
- 1× vítěz německého Poháru DFB (DFB-Pokal) – 2013/14

### Reprezentační
- 3. místo na Mistrovství Evropy – 2020 (pořádané roku 2021)

### Individuální
- Dánský fotbalista roku – 2022[4]
- Dánský fotbalista roku podle DBU v kategorii U17 – 2011[3]
- Dánský talent roku podle Spillerforeningen – 2013[20]
- UEFA EURO Tým turnaje – 2020 (pořádané roku 2021)[21]